# 11 novembre 1975
Le mardi 11 novembre 1975 est le 315e jour de l'année 1975.

## Naissances
- Angélica Vale, actrice et chanteuse mexicaine
- Daisuke Ohata, joueur de rugby japonais
- Eyal Podell, acteur américano-israélien
- Frédéric Machado, footballeur professionnel français
- Gláucio de Jesus Carvalho, footballeur brésilien
- Gregory Reid Wiseman, astronaute américain
- Ludovic Saunier, joueur de rugby français
- Lueyi Dovy, athlète français

## Décès
- Clinton Presba Anderson (né le 23 octobre 1895), personnalité politique américaine
- Yelizaveta Svilova (née le 5 septembre 1900), monteuse soviétique
- Kajiyama Toshiyuki (né le 2 janvier 1930), écrivain japonais
- Karl Stern (né le 8 avril 1906), psychothérapeute et neurologue germano-canadien
- Margaret Levyns (née le 24 octobre 1890), botaniste et taxonomiste sud-africaine
- Mina Witkojc (née le 28 mai 1893), poétesse et journaliste allemande

## Événements
- Indépendance de l'Angola, ancienne colonie portugaise. Début de la guerre civile (MPLA au pouvoir contre FNLA), mise en place d'un régime communiste, la République populaire d'Angola.
  - Création du drapeau de l'Angola
- Lettre du gouverneur-général d'Australie expliquant le changement de premier ministre[1].